# Leon Będkowski
Leon Będkowski herbu Prawdzic, ps. „Topór” (ur. 12 września 1908 w Rzepiskach, zm. 5 lutego 2005 w Sutton, w prowincji Quebec, w Kanadzie) – major kawalerii Wojska Polskiego.

## Życiorys
Był synem Wincentego i Anny z Iwińskich. Uczęszczał do Gimnazjum Ojców Salezjanów w Aleksandrowie Kujawskim. W 1928 r. ukończył Państwową Szkołę Budowy Maszyn w Grudziądzu. W latach 1930–1933 był podchorążym Szkoły Podchorążych Kawalerii w Grudziądzu.
5 sierpnia 1933 mianowany został podporucznikiem ze starszeństwem z dniem 15 sierpnia 1933 i 25 lokatą w korpusie oficerów kawalerii. Po ukończeniu szkoły przydzielony został do 2 szwadronu 12 pułku Ułanów Podolskich w Białokrynicy koło Krzemieńca Podolskiego. Będąc miłośnikiem koni, kilkakrotnie wygrywał zawody kawaleryjskie „Militarii” organizowane w ramach Wołyńskiej Brygady Kawalerii. W latach 1936–37 ukończył Kurs Instruktorów Jazdy Konnej w Centrum Wyszkolenia Kawalerii w Grudziądzu. Po powrocie z Grudziądza, w wieku zaledwie 29 lat, został mianowany dowódcą 1 szwadronu. W maju 1939 przeniesiony został do 1 pułku kawalerii KOP, który stacjonował w miejscowości Rusiec niedaleko Wielunia, na stanowisko zastępcy dowódcy 2 szwadronu.
W składzie 1 pułku kawalerii KOP walczył w kampanii wrześniowej 1939. 5 września, w okolicach Sieradza, został ciężko ranny. Po kilkumiesięcznej rekonwalescencji, wydostał się ze szpitala, i z pomocą żony Marii, rozpoczął działalność konspiracyjną. Celem jego działań stało się nawiązanie kontaktu z żołnierzami 12 pułku Ułanów Podolskich i zorganizowanie z nich szwadronu oraz bieżąca pomoc „Podolakom”, a także ich rodzinom znajdującym się w ciężkiej sytuacji materialnej. Dwunastego każdego miesiąca organizowane były spotkania „Podolaków” w prywatnym mieszkaniu Janiny Chojnackiej w Warszawie przy ulicy Filtrowej 67. Tak utworzył się zalążek Koła 12 pułku Ułanów Podolskich. Już wiosną 1940 utworzył się szwadron 12 pułku Ułanów Podolskich Armii Krajowej, nad którym dowództwo objął rtm. Czesław Nowacki.
Po wojnie został awansowany do stopnia majora. Pozostał również nieformalnym prezesem Koła 12 pułku Ułanów Podolskich, które do 1991 roku działało na terenie Polski nieoficjalnie. W 1988 Leon Będkowski zrezygnował z pełnienia funkcji prezesa Koła. Zajął się m.in. pisaniem wspomnień, które w 1997 roku ukazały się w Krakowie nakładem wydawnictwa JAXA. Zmarł 5 lutego 2005 w Kanadzie, gdzie przebywał z wizytą u syna.

## Upamiętnienie
31 lipca 2015 ulicy we wsi Pisary, nadano nazwę mjr. Leona Będkowskiego.

## Ordery i odznaczenia
- Krzyż Srebrny Orderu Wojennego Virtuti Militari
- Krzyż Armii Krajowej